# Léry (Côte-d’Or)
Léry település Franciaországban, Côte-d’Or megyében. Lakosainak száma 203 fő (2022. január 1.). Léry Échalot, Lamargelle, Poiseul-la-Grange, Salives és Frénois községekkel határos.

## Népesség
A település népességének változása:
| Lakosok száma | 384  | 297  | 270  | 225  | 219  | 207  | 196  | 188  | 193  | 203  |
|               | 1968 | 1982 | 1990 | 2006 | 2013 | 2015 | 2017 | 2019 | 2020 | 2022 |